# Mosteiro de Tawang
O Mosteiro de Tawang, conhecido em tibetano como Tawang Galden Namgey Lhatse ou Tawang Galdan Namgye Lhatse, é um mosteiro budista tibetano situado nas imediações da pequena cidade de Tawang, no estado do Arunachal Pradexe, nordeste da Índia. O complexo ergue-se acima vale do rio Tawang, a mais de 2 900 metros de altitude, perto da fronteira com o Butão e com o Tibete. É o maior mosteiro budista da Índia e é frequentemente apontado, erronameamente, como sendo o segundo maior do mundo a seguir ao Palácio de Potala de Lassa, a capital do Tibete.
Foi fundado por Merak Lama Lodre Gyatso em 1680–1681 conforme os desejos do 5.º Dalai Lama, Ngawang Lobsang Gyatso. Pertence à escola Gelug do budismo maaiana e esteve associado religiosamente ao mosteiro Drepung de Lassa. Essa associação manteve-se durante o período colonial britânico.
O complexo tem três andares de altura e é cercado por um muro com 282 metros de perímetro. Na biblioteca são guardadas escrituras antigas valiosos, nomeadamente do Kanjur e do Tanjur. O mosteiro organiza vários festivais, dos quais o mais elaborado e colorido é o Torgya, celebrado entre os dias 10 e 12 de janeiro.

## Etimologia
O nome completo do mosteiro em tibetano é Tawang Galdan Namgye Lhatse. Ta significa "cavalo", wang significa "escolhido", que junto formam a palavra Tawang, que significa "local escolhido pelo cavalo". Por sua vez, Galdan significa "paraíso", Namgye significa "celestial" e Lhatse significa "divino", pelo que o nome completo se pode traduzir como "o local escolhido pelo cavalo é o paraíso celestial divino".

## Localização
O mosteiro situa-se junto ao cimo de uma montanha, a mais de 2 900 metros de altitude, num local com uma vista sobre uma vasta extensão do vale do rio Tawang e para montanhas cobertas de neve e florestas de coníferas. É limitado nos flancos sul e ocidental por ravinas a pique, formadas por ribeiros, por um pico rochoso a norte e por uma planície com um ligeiro declive a leste. A entrada do mosteiro fica no lado norte e é acessível por um caminho íngreme rodeado de vegetação alpina. A pequena cidade de Tawang, que tomou o nome do mosteiro, tem boas ligações por estrada. O Aeroporto de Tezpur encontra-se a 350 km de distância e estação ferroviária mais próxima fica a 280 km, em Bhalukpong.
A fronteira (disputada) com o Tibete, ocupado pela China, fica 15 km a norte do mosteiro e a do Butão 11 km a sul e 27 km a oeste (distâncias em linha reta).

## Lendas

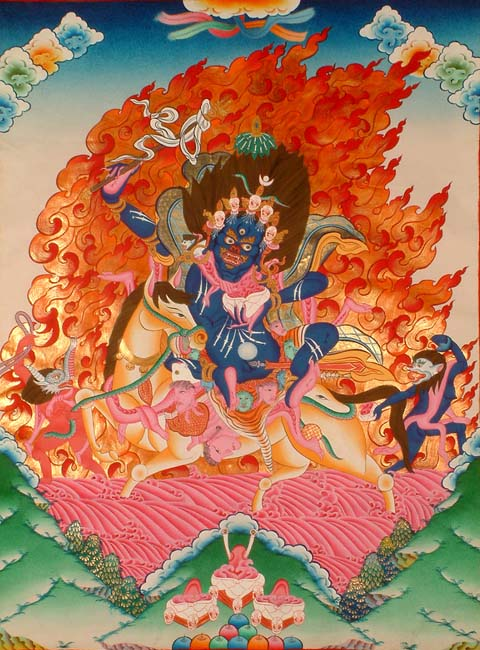
Thangka com representação de Palden Lhamo, a divindade protetora do mosteiro

Há três lendas que narram a fundação do mosteiro. Segundo a primeira, a localização do mosteiro foi escolhida por um cavalo que pertencia a Merag Lama Lodre Gyatso quando estava numa missão que lhe tinha sido confiada pelo 5.º Dalai Lama, Ngawang Lobsang Gyatso, a qual era a fundação de um mosteiro. Depois de uma intensa busca infrutífera para encontrar um local adequado, o lama retirou-se para uma caverna para rezar pedindo a intervenção divina para escolher um sítio. Quando saiu da caverna, deu-se conta que o seu cavalo tinha desaparecido. Foi então à procura do animal e finalmente encontrou-o a pastar no cimo de uma montanha chamada Tana Mandekhang, onde no passado se situava o palácio do rei Kala Wangpo. O lama viu nisso um sinal divino e auspicioso, pelo que decidiu construir o mosteiro naquele local, o que fez procurando a ajuda das gentes locais, tendo as obras ficado concluídas no final de 1681.
A segunda lenda da origem do nome Tawang está ligada a Terton Pemalingpa, um adivinho de tesouros. Este contou que tinha recebido "iniciações" de Tamdin and Kagyad, que resultaram no nome "Tawang" — Ta seria a abreviatura de Tamdin e Wang significa "iniciações".
Uma terceira lenda conta que um cavalo branco do príncipe de Lassa vagueou até à região dos monpas (uma etnia tibetana nativa da região de Tawang). As pessoas que foram à procura do cavalo encontraram-no a pastar no local onde se ergue atualmente o mosteiro. As gentes locais começaram a adorar o cavalo e o local onde ele foi encontrado todos os anos. O mosteiro foi depois construído para honrar o local sagrado.
Outra lenda associada ao mosteiro é acerca da deusa pintada numa thangka do mosteiro, Palden Lhamo, que é comparada à deusa hindu Cáli. Como esta, Palden Lhamo aparece na thangka pintada de negro, com olhos flamejantes, vestindo uma saia de pele tigre e com um colar de caveiras em volta do pescoço. Um disco lunar adorna o cabelo, de forma semelhante à que se vê nas representações de Xiva. Palden Lhamo é também associada à deusa hindu Sarasvati e a Ma Tara. Segundo a lenda, ela viveu no Ceilão como consorte de um rei demónio que praticava sacrifícios humanos. Como não suportava essa prática, ela fugiu do reino e durante a fuga foi atingida por uma flecha disparada pelo marido, que se espetou na traseira da mula que montava. Quando removeu a flecha, ficou um buraco na mula, através do qual Palden Lhamo conseguiu ver os ensinamentos de Buda.

## História

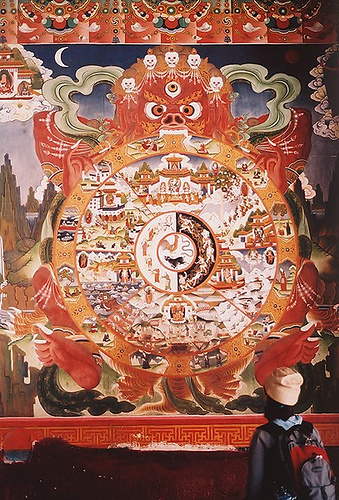
Mandala do Kakaling, a entrada principal do mosteiro

O mosteiro foi fundado por Merek Lama Lodre Gyamsto entre 1680 e 1681 por ordem do 5.º Dalai Lama. Quando Merek Lama enfrentou dificuldades na construção do mosteiro em Tsosum, o antigo nome de Tawang, o Dalai Lama deu ordens ao povo da área para que dessem toda a ajuda necessária. Para marcar o perímetro do dzong, o Dalai Lama tinha dado um novelo de fio cujo comprimento deveria ser o perímetro do mosteiro.
Antes do predomínio da seita budista Gelug ("chapéus amarelos") em Tawang, a seita que dominava a região era a Nyingmapa ("chapéus negros"), que chegaram a hostilizar o fundador do mosteiro de Tawang. A hostilidade agravou-se com a tentativa de invasão e tomada de controlo de Tawang pelos Drukpas, que também pertenciam à seita Nyingmapa. Isso levou a que o mosteiro fosse construído como uma fortaleza num local com boas condições de defesa.
Em 1844, o mosteiro de Tawang figurou em dois acordos com Companhia Britânica das Índias Orientais. Um deles, assinado em 24 de fevereiro, estabelecia a entrega pelos monpas dos seus direitos sobre Karlapara Duar em troca de uma renda anual (posa) de 5 000 rupias. Outro acordo, datado de 28 de maio, previa a obediência dos sherdukpens (outra etnia do leste do Arunachal Pradexe) a quaisquer ordens da administração britânica da Índia em troca de um pagamento anual de 2 526 rupias e 7 annas. Os funcionários de Tawang costumavam percorrer toda a região, chegando quase à planícies de Assã, para cobrar as contribuições monásticas. O pândita Nain Singh, do Great Trigonometrical Survey, que visitou o mosteiro em 1874-1875, relatou que o mosteiro tinha uma espécie de organismo administrativo parlamentar, chamado Kato, formado pelos lamas superiores do mosteiro, que não estava dependente do Dzonpan (líder do Mosteiro de Tsona ou do governo de Lassa. Este aspeto da administração do mosteiro e da sua autonomia foi também observado por G. A. Nevill, que visitou o mosteiro de 1924.
Até 1914, a região esteve sob o controlo do Tibete. Isso mudou com o Acordo de Simla de 1914, nos termos do qual a área passou a ser administrada pelo Raj Britânico. O Tibete abdicou de centenas de quilómetros quadrados do seu território, incluindo o mosteiro de Tawang e a área em volta. Este território é reclamado pela China como fazendo parte do Tibete e foi invadido pelos chineses durante a guerra sino-indiana de 1962. As tropas chinesas irromperam pela fronteira nordeste da Índia em 20 de outubro e forçaram o exército indiano a retirar. A região de Tawang e o mosteiro estiveram ocupados durante seis meses. Antes da guerra, em 1959, o 14.º Dalai Lama fugiu do Tibete, que tinha sido ocupado pela China em 1950, e após uma árdua jornada, cruzou a fronteira indiana, tendo ficado refugiado no mosteiro de Tawang por alguns dias antes de se mudar para Tezpur. 50 anos depois, apesar dos fortes protestos da China, a visita do Dalai Lama em 8 de novembro de 2009 ao mosteiro foi um evento monumental para a população da região e o abade superior de Tawang recebeu o líder tibetano com grande pompa.
Em 2006 o mosteiro tinha 400 monges e em 2010 esse número tinha aumentado para 450. Em 2006 foi criado no mosteiro o Centro de Conservação de Manuscritos de Tawang, que tem à sua guarda 200 manuscritos, dos quais 31 foram restaurados. Em novembro de 2010 foi anunciado que o mosteiro corre riscos de ser afetado por deslizamentos de terras, pois o flanco norte aparenta ser uma escarpa de deslizamento. O risco deve-se à erosão provocada pelo rio que corre no sopé da escarpa.
Atualmente estão dependentes do mosteiro 17 gompas no distrito de Kameng Ocidental. e o mosteiro controla administrativamente dois dzongs na parte sudoeste do distrito de Kameng, cada um deles dirigido por um monge: o Darana Dzong, construído em 1831, e o Sanglem Dzong, também conhecido como Talung Gompa. Estes dzongs não só cobram taxas como também pregam budismo aos monpas e sherdukpens de Kameng. O mosteiro tem terras agrícolas nas aldeias de Soma e Nerguit, além de alguns talhões em outras aldeias, as quais são repartidas e cultivadas por camponeses que partilham as colheitas com o mosteiro. O atual líder residente do mosteiro é considerado uma encarnação de Gyalsy Rinpochey.

## Descrição

### Entrada e muros exteriores
À entrada do mosteiro há uma estrutura colorida, conhecida como Kakaling, que foi construída como uma cabana, com paredes laterais de cantaria. O telhado do Kakaling tem mandalas, enquanto que o as paredes interiores têm pinturas murais de divindades e santos. O nono mural do canto sudoeste do muro sul é especial por representar Ningmecahn, a divindade protetora da religião Bon, que é considerada a divindade guardiã da região de Tawang. Em frente ao portão principal do Kakaling, a sul deste, há outra entrada, um portão aberto.
A entrada principal do mosteiro, a sul daquele portão aberto, tem grandes portas maciças no muro exterior norte. Este muro exterior tem 282 metros de perímetro e sua altura varia entre 3 e 6,1 m. Além do portão principal, o muro sul tem outro portão, também com uma garnde porta maciça. Perto deste portão há duas pequenas aberturas no muro dos quais do interior se pode avistar toda a área exterior até ao Kakaling. Segundo a lenda, o 5.º Dalai Lama deu ao fundador do mosteiro um rolo de fio cujo comprimento era o perímetro que o mosteiro a construir devia ter.

### Edifícios principais

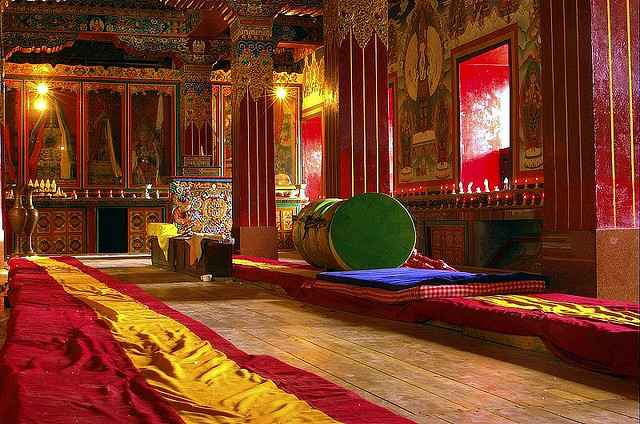
O Dukhang (sala de assembleia)

O mosteiro foi construído como uma grande mansão, tem três andares e uma grande sala de assembleia (dukhang), outra dez estruturas funcionais e 65 edifícios residenciais para os estudantes, lamas e outros monges. O mosteiro tem uma escola, dispõe de abastecimento de água próprio e de um centro de estudos de cultura budista.
O piso inferior é onde são realizadas as danças rituais. Nas paredes do mosteiro estão penduradas numerosas thangkas com divindades e santos budistas. Há há cortinas suspensas sobre a varanda, pintadas com símbolos budistas. Os edifícios residenciais têm capacidade para acomodar cerca de 700 monges. No final da década de 2000 viviam no mosteiro 450 monges. O abade superior reside numa casa situada perto do portão no canto sudeste. No pátio central há um pequeno museu com túnicas, trompas telescópicas e alguns objetos pessoais do 6.º Dalai Lama.
Uma característica notável da parede da varanda da frente do rés-do-chão é uma pegada numa placa de pedra. Diz-se que essa pegada é de um antigo residente do mosteiro, que carregava água e se chamava Chitenpa. Serviu no mosteiro durante muito tempo e num belo dia anunciou que tinha completado o seu serviço e calcou o seu pé esquerdo na pedra, nela deixanda a marca dentilhada da sua pegada. Esta pegada é venerada como um milagre, pois o povo da região acredita que só uma pessoa divina muito devota do mosteiro poderia ter criado tal marca numa pedra.

#### Templo principal (Dukhang)

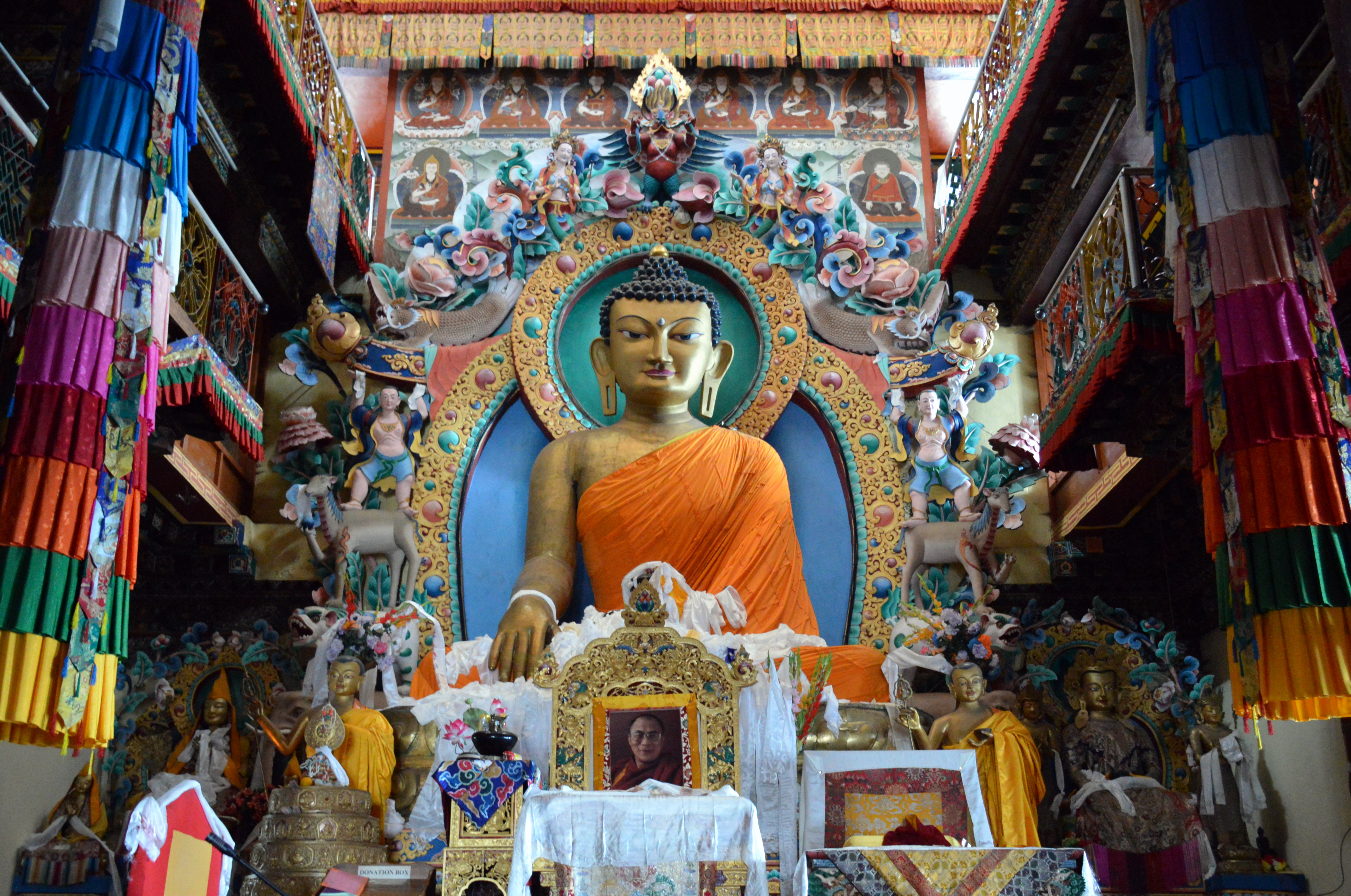
Estátua do Buda Sakyamuni no Dukhang

O templo principal do mosteiro, situado a oeste do portão de entrada, é conhecido como Dukhang (du significa "assembleia" e khang significa "edifício"). Foi construído em 1860–1861. No lado norte do interior há uma estátua dourada do Buda Sakyamuni na posição de lótus com 8 metros de altura. Está sobre uma plataforma e a sua cabeça está ao nível do primeiro andar. Junto a essa estátua há uma caixa de prata que contém uma thangka especial da deusa Sri Devi (Palden Lhamo), a qual é a divindade protetora do mosteiro. Segundo a lenda foi pintada com o sangue que correu do nariz do 5.º Dalai Lama, o que confere uma "qualidade viva" à thangka. Esta imagem pintada, também conhecida como Dri Devi, foi doada ao mosteiro pelo 5.º Dalai Lama. O Dukhang estava muito deteriorado no final do século XX e foi restaurado em 2002 seguindo o estilo arquitetónico tradicional budista. Foi então  elaboradamente decorado com pinturas, murais relevos, esculturas e outras obras de arte.

### Biblioteca

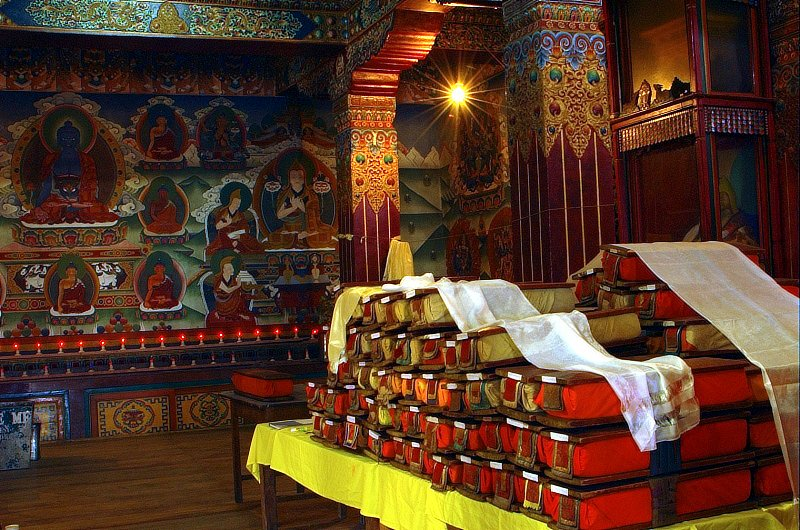
Biblioteca

O mosteiro tem um tipografia para imprimir livros religiosos usando papel fabricado localmente. A impressão é feita usando blocos de madeira. Os livros são frequentemente usados pelos lamas letrados monpas na condução dos rituais religiosos.
Todo o segundo andar é ocupado pela  biblioteca. Nesta são guardadas as escrituras do  Gyetengpa (ou Gyentongpa), Doduipa, Mamtha, Kanjur, Tanjur e Zungdui, as quais têm vindo a degradar-se devido a insetos. Na coleção da biblioteca destacam-se duas coleções impressas do Tanjur em 25 volumes, que contêm comentários aos ensinamentos budistas; três conjuntos do Kanjur (a tradução em tibetano dos cânones dos ensinamentos budistas); e um Chanjia Sangbhums em cinco volumes. Dois dos conjuntos do Kanjur são manuscritos (um com 131 volumes e outro com 125) e o outro é impresso (com 101 volumes). A coleção manuscrita do Kanjur com 125 volumes tem as letras são douradas em todas as páginas, o mesmo acontecendo com o Gyentongpa.
Uma parte das escrituras sagradas desapareceu no passado em data incerta. Esse desaparecimento é atribuído aos monges do Mosteiro de Tsona, que costumavam visitar Tawang durante o inverno. No passado, essses monges pediram que a imagem dourada de Buda lhes fosse dada, o que não foi aceite pelos lamas de Tawang, pelo que os monges de Tsona se recusaram a devolver alguns dos textos sagrados e registos do Mosteiro de Tawang que estavam com eles. Em 1951, mais livros foram levados pelos monges de Tsona.

## Tradições e festivais

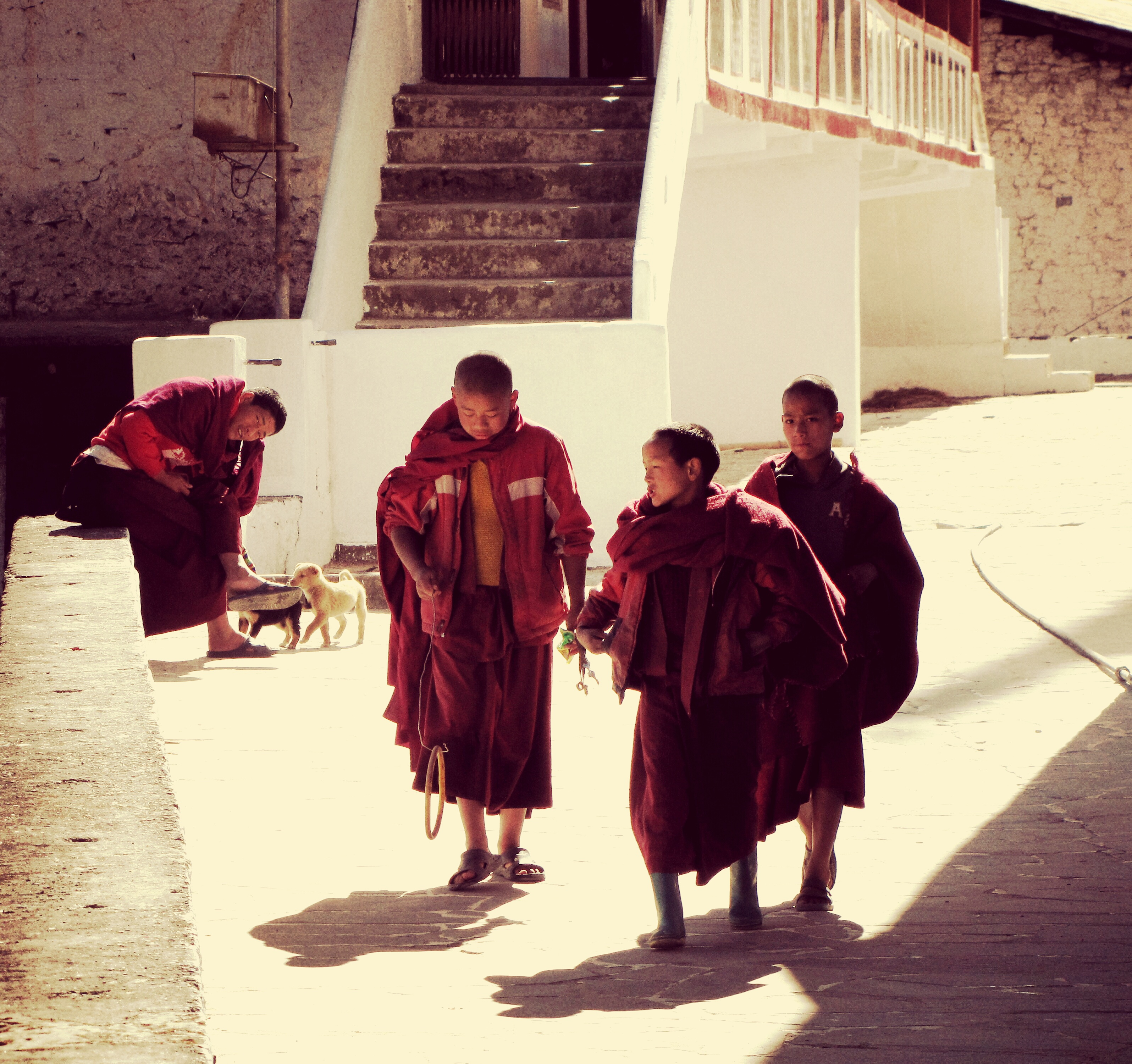
Jovens monges de Tawang

Os monpas, que constituem a etnia predominante na região de Kameng, pertencem à seita Gelug. Muitas crianças monpa entram para o mosteiro e tornam-se lamas. Quando os rapazes entram para o mosteiro para serem educados, uma das condições é que sejam monges até morrerem. Se um monge quer abandonar o mosteiro, é aplicada uma dura penalização. Segundo um costume antigo, numa família com três filhos, o do meio ia para o mosteiro e numa família de dois filhos era o filho mais novo que se tornava monge.
Os principais festivais monpas celebrados no mosteiro são o Choksar, o Losar, o Ajilamu e o Torgya. Durante o Choksar os lamas recitam escrituras sagradas nos mosteiros, após o que os aldeões carregam as escrituras às costas e andam às voltas com eles nos seus terrenos agrícolas, pedindo bêncãos para boas colheitas sem pestes e proteção contra ataques de animais selvagens. Durante o Losar, que marca o início o ano novo tibetano, as pessoas visitam o mosteiro para rezar.
O Torgya, também conhecido como Tawang-Torgya, é um festival anual que só se realiza no mosteiro, nos dias 28.º a 30.º do mês Dawachukchipa do calendário budista, que corresponde aos dias 10 a 12 de janeiro do calendário gregoriano. É uma celebração monpa, cujo objetivo é afastar os maus espíritos e atrair prosperidade e felicidade para o povo para o ano seguinte. Durante os três dias do festival há espetáculos de danças com artistas envergando roupas tradicionais coloridas e máscaras (cham) no pátio, que incluem a Pha Chan e a Losjker Chungiye, esta última realizada pelos monges do mosteiro. Cada uma das danças representa um mito e as vestes e máscaras representam formas de animais como vacas, tigres, ovelhas, macacos e outros.